# Лерер Леонід Юхимович
Леонід «Ар'є» Юхимович Лерер (івр. ליאוניד לרר, рос. Леонид Ефимович Лерер; нар. 19 квітня 1943, СРСР — пом. 2 січня 2014, Ізраїль) — радянський та ізраїльський математик, фахівець у галузі теорії операторів.

## Життєпис
У 1965 році закінчив Кишинівський державний університет. У 1969 році під керівництвом Олександра Маркуса та Ізраїля Гохберга захистив кандидатську дисертацію на тему «Деякі питання теорії лінійних операторів та теорії базисів локально опуклих просторів».
У 1969—1973 роках викладав у Кишинівському державному університеті. З грудня 1973 року проживає в Ізраїлі. У 1974 році почав працювати викладачем на математичному факультеті Хайфського Техніону (з 1981 року — доцент, з 1988 — професор). Серед учнів Мирон Тисменецький.

## Публікації
- Convolution equations and singular integral equations. Показано L. Lerer, V. Olshevsky і I. Spitkovsky, Oper. Theory Adv. Appl. 206. Basel: Birkhäuser Verlag, 2010.
- A panorama of modern operator theory and related topics. Israel Gohberg memorial volume. Едітований по Harry Dym, Marinus A. Kaashoek, Peter Lancaster, Heinz Langer і Leonid Lerer. Opera. Theory Adv. Appl. 218. Basel: Birkhäuser Verlag — Springer Basel AG, 2012.

## Festschrift
Advances in Structured Operator Theory and Related Areas: The Leonid Lerer Anniversary Volume (Operator Theory: Advances and Applications). Edited by Marinus Kaashoek, Leiba Rodman, Hugo J. Woerdeman. Birkhäuser, 2013.